# Chartocerus walkeri
Chartocerus walkeri is een vliesvleugelig insect uit de familie Signiphoridae. De wetenschappelijke naam is voor het eerst geldig gepubliceerd in 1970 door Hayat.